# Migration
A Migration  című  Nitin Sawhney-albumot az Outcaste kiadó adta ki 1995-ben.

## Számok
1. Migration
2. Bahaar
3. Hope
4. River Pulse [Rain Mix]
5. Market Daze
6. Punjabi
7. Ranjha
8. Awareness